# Poecilopharis leai
Poecilopharis leai är en skalbaggsart som beskrevs av Paul Norbert Schürhoff 1935. Poecilopharis leai ingår i släktet Poecilopharis och familjen Cetoniidae. Inga underarter finns listade i Catalogue of Life.